# Lijst van county's in Minnesota
De Amerikaanse staat Minnesota is onderverdeeld in 87 county's.

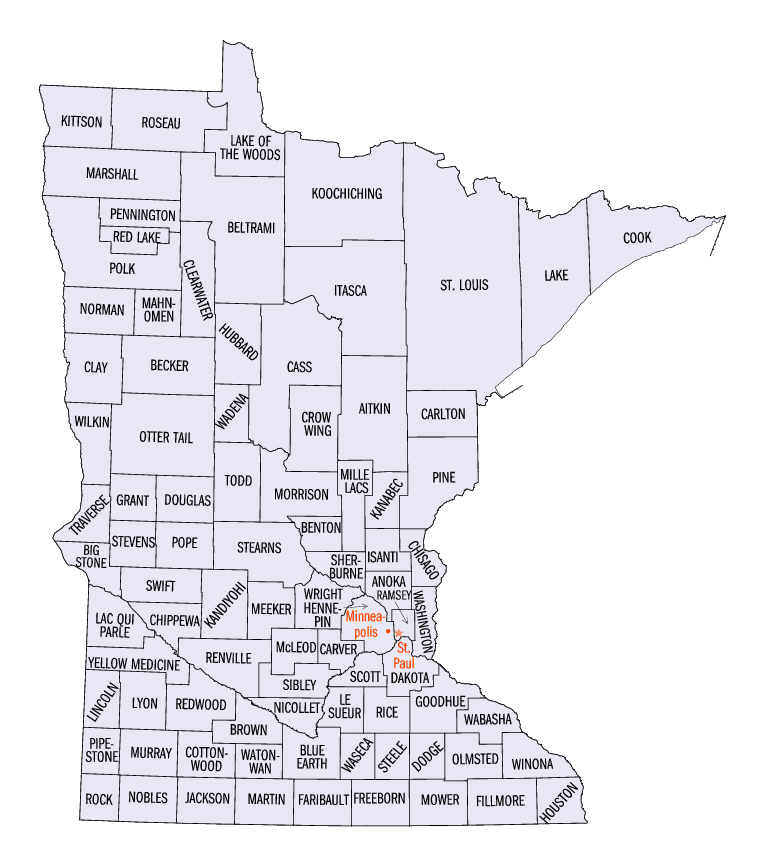
County's van Minnesota

| County            | Inwoners 1 juli 2007 | Hoofdplaats         | Inwoners 1 juli 2007 |
| ----------------- | -------------------- | ------------------- | -------------------- |
| Aitkin            | 15.910               | Aitkin              | 1979                 |
| Anoka             | 326.252              | Anoka               | 17.261               |
| Becker            | 31.964               | Detroit Lakes       | 8030                 |
| Beltrami          | 43.609               | Bemidji             | 13.419               |
| Benton            | 39.504               | Foley               | 2381                 |
| Big Stone         | 5385                 | Ortonville          | 1980                 |
| Blue Earth        | 59.802               | Mankato             | 35.881               |
| Brown             | 26.013               | New Ulm             | 13.158               |
| Carlton           | 33.893               | Carlton             | 771                  |
| Carver            | 88.459               | Chaska              | 23.947               |
| Cass              | 28.723               | Walker              | 1145                 |
| Chippewa          | 12.465               | Montevideo          | 5212                 |
| Chisago           | 50.128               | Center City         | 599                  |
| Clay              | 54.835               | Moorhead            | 35.329               |
| Clearwater        | 8245                 | Bagley              | 1282                 |
| Cook              | 5398                 | Grand Marais        | 1420                 |
| Cottonwood        | 11.349               | Windom              | 4223                 |
| Crow Wing         | 61.648               | Brainerd            | 13.724               |
| Dakota            | 390.478              | Hastings            | 21.661               |
| Dodge             | 19.552               | Mantorville         | 1149                 |
| Douglas           | 36.075               | Alexandria          | 11.187               |
| Faribault         | 14.869               | Blue Earth          | 3300                 |
| Fillmore          | 21.037               | Preston             | 1343                 |
| Freeborn          | 31.257               | Albert Lea          | 17.552               |
| Goodhue           | 45.839               | Red Wing            | 15.703               |
| Grant             | 6021                 | Elbow Lake          | 1194                 |
| Hennepin          | 1.136.599            | Minneapolis         | 377.392              |
| Houston           | 19.515               | Caledonia           | 2861                 |
| Hubbard           | 18.781               | Park Rapids         | 3578                 |
| Isanti            | 38.921               | Cambridge           | 7613                 |
| Itasca            | 44.542               | Grand Rapids        | 8725                 |
| Jackson           | 10.883               | Jackson             | 3350                 |
| Kanabec           | 16.090               | Mora                | 3430                 |
| Kandiyohi         | 40.784               | Willmar             | 17.860               |
| Kittson           | 4505                 | Hallock             | 1026                 |
| Koochiching       | 13.459               | International Falls | 6039                 |
| Lac qui Parle     | 7258                 | Madison             | 1583                 |
| Lake              | 10.741               | Two Harbors         | 3356                 |
| Lake of the Woods | 4095                 | Baudette            | 952                  |
| Le Sueur          | 28.034               | Le Center           | 2298                 |
| Lincoln           | 5877                 | Ivanhoe             | 595                  |
| Lyon              | 24.695               | Marshall            | 12.500               |
| McLeod            | 37.220               | Glencoe             | 5586                 |
| Mahnomen          | 5129                 | Mahnomen            | 1185                 |
| Marshall          | 9618                 | Warren              | 1571                 |
| Martin            | 20.462               | Fairmont            | 10.251               |
| Meeker            | 23.211               | Litchfield          | 6594                 |
| Mille Lacs        | 26.354               | Milaca              | 3016                 |
| Morrison          | 32.733               | Little Falls        | 8133                 |
| Mower             | 38.040               | Austin              | 22.947               |
| Murray            | 8511                 | Slayton             | 1864                 |
| Nicollet          | 31.680               | St. Peter           | 10.839               |
| Nobles            | 20.128               | Worthington         | 10.919               |
| Norman            | 6685                 | Ada                 | 1481                 |
| Olmsted           | 139.747              | Rochester           | 99.121               |
| Otter Tail        | 57.031               | Fergus Falls        | 13.697               |
| Pennington        | 13.756               | Thief River Falls   | 8477                 |
| Pine              | 28.164               | Pine City           | 3311                 |
| Pipestone         | 9305                 | Pipestone           | 4095                 |
| Polk              | 30.708               | Crookston           | 7727                 |
| Pope              | 11.065               | Glenwood            | 2532                 |
| Ramsey            | 499.891              | St. Paul            | 277.251              |
| Red Lake          | 4118                 | Red Lake Falls      | 1515                 |
| Redwood           | 15.519               | Redwood Falls       | 5095                 |
| Renville          | 16.132               | Olivia              | 2401                 |
| Rice              | 61.955               | Faribault           | 21.953               |
| Rock              | 9498                 | Luverne             | 4449                 |
| Roseau            | 15.946               | Roseau              | 2773                 |
| St. Louis         | 196.694              | Duluth              | 84.397               |
| Scott             | 126.642              | Shakopee            | 33.460               |
| Sherburne         | 86.287               | Elk River           | 22.756               |
| Sibley            | 15.007               | Gaylord             | 2136                 |
| Stearns           | 146.051              | St. Cloud           | 66.503               |
| Steele            | 36.378               | Owatonna            | 24.719               |
| Stevens           | 9624                 | Morris              | 4969                 |
| Swift             | 11.192               | Benson              | 3081                 |
| Todd              | 24.029               | Long Prairie        | 2840                 |
| Traverse          | 3712                 | Wheaton             | 1447                 |
| Wabasha           | 21.783               | Wabasha             | 2527                 |
| Wadena            | 13.382               | Wadena              | 3983                 |
| Waseca            | 19.528               | Waseca              | 9505                 |
| Washington        | 226.475              | Stillwater          | 17.764               |
| Watonwan          | 11.022               | St. James           | 4344                 |
| Wilkin            | 6418                 | Breckenridge        | 3259                 |
| Winona            | 49.802               | Winona              | 26.726               |
| Wright            | 117.372              | Buffalo             | 14.058               |
| Yellow Medicine   | 10.128               | Granite Falls       | 2890                 |

Alabama · Alaska · Arizona · Arkansas · Californië · Colorado · Connecticut · Delaware · Florida · Georgia · Hawaï · Idaho · Illinois · Indiana · Iowa · Kansas · Kentucky · Louisiana · Maine · Maryland · Massachusetts · Michigan · Minnesota · Mississippi · Missouri · Montana · Nebraska · Nevada · New Hampshire · New Jersey · New Mexico · New York · North Carolina · North Dakota · Ohio · Oklahoma · Oregon · Pennsylvania · Rhode Island · South Carolina · South Dakota · Tennessee · Texas · Utah · Vermont · Virginia · Washington · West Virginia · Wisconsin · Wyoming